# 水上ルイ
水上 ルイ（みなかみ ルイ、生年非公開6月20日 - 2019年6月8日）は、日本のボーイズラブ小説家。女性。 

## 経歴・人物
東京都出身。小説家になる前は宝飾品を扱う企業のデザイン室に籍を置き、ジュエリーデザイナーとして勤務していた。雑誌『JUNE』を購読するようになり、BLというジャンルを意識する。その後、自ら執筆を試みるようになる。
1996年、リーフ出版に原稿を送付。それが編集者の目に留まりデビューのきっかけとなった。リブレ出版、角川ルビー文庫、幻冬舎コミックスなどに執筆した。デビュー後に「水上ルイ企画室」名義で、同人誌の制作も行った。
2019年6月8日、逝去。上梓した著作は200冊近い。

## 主なシリーズ
- 「ジュエリーデザイナー」シリーズ（幻冬舎ルチル文庫）
- 「小説家」シリーズ（幻冬舎ルチル文庫）
- 「シューレ・ヴァンパイア」シリーズ（B-BOY NOVELS）
- 「豪華客船で恋は始まる」シリーズ（B-BOY NOVELS）

など